# رحلات الحرية
رحلات الحرية المعروفة بالإسبانية باسم Los vuelos de la libertad كانت تنقل الكوبيين إلى ميامي مرتين يوميًا، خمس مرات في الأسبوع من عام 1965 إلى عام 1973. كانت ميزانيتها حوالي 12 مليون دولار وجلبت ما يقدر بـ 300.000 لاجئ، ما جعلها «أكبر عملية أمريكية محمولة جواً للاجئين في التاريخ». كانت رحلات الحرية فصلًا مهمًا وغير عادي من التعاون في تاريخ العلاقات الخارجية الكوبية الأمريكية، التي تتسم بخلاف ذلك بانعدام الثقة المتبادل. غيّر البرنامج التركيب العرقي لميامي وأدى إلى نمو الكوبيين الأمريكيين الذين يعيشون هناك.

## خلفية

### الهجرة السابقة
أدى السخط السياسي إلى اندلاع الثورة الكوبية عام 1959، والتي تسببت في بداية الهجرة الكوبية الأمريكية الجماعية. تضافرت هذه العوامل لتخلق في كوبا جوًا كان، وفقًا للباحثة أفيفا تشومسكي، «جاهزًا للثورة»، والذي استغله كاسترو للوصول إلى السلطة. في أعقاب الثورة مباشرة،

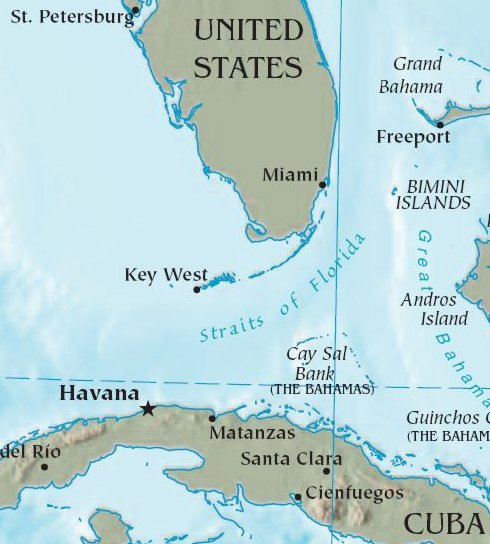
عبر العديد من الكوبيين مضيق فلوريدا للهجرة إلى الولايات المتحدة عندما زادت قائمة انتظار رحلات الحرية.

بدأت الهجرة مع أكثر الطبقات ثراءً. على الرغم من أن العديد من المسؤولين الحكوميين الفاسدين الموالين لباتيستا كانوا من بين هؤلاء المنفيين الأوائل، سرعان ما تبعهم الآلاف من الكوبيين من الطبقة الوسطى المحبطين من جميع الأعراق.

### قانون الهجرة والجنسية لعام 1965
في الولايات المتحدة، وضع قانون الهجرة لعام 1924 حصصًا للهجرة فضلت المهاجرين من شمال وغرب أوروبا، وحظر تمامًا العرب والهنود والآسيويين الآخرين. مع اكتساب حركة الحقوق المدنية زخمًا في الولايات المتحدة، بدأ إلغاء القوانين التي تميز على أساس العرق أو العرق للفرد. مع اكتساب حركة الحقوق المدنية، تم تمرير قانون الهجرة والجنسية لعام 1965 الذي أنهى الحصص الوطنية السابقة وحظر الهجرة.
بعد تمرير مشروع القانون، أعلن الرئيس ليندون جونسون في خطاب ألقاه أمام تمثال الحرية أنه ينبغي منح الكوبيين وجميع الراغبين في اللجوء فرصة للحصول عليه. كان يقول: «أعلن لشعب كوبا عصر اليوم أن أولئك الذين يلتمسون اللجوء هنا في أمريكا سيجدونه... سيتم الحفاظ على تقاليدنا كملجأ للمضطهدين».

### قانون التكيف الكوبي
نقح قانون التعديل الكوبي لعام 1966 وضع المهاجرين الكوبيين كـ «مشروطين» وقدم طريقاً فريداً للإقامة الدائمة. في البداية منح المهاجرين الكوبيين وضع «المشروط» المؤقت لأنه كان من المفترض أنهم سيعودون إلى الجزيرة قريبًا. ولكن سرعان ما أصبح واضحًا أن العودة لن تكون وشيكة، ما جعل الولايات المتحدة تقدم للكوبيين طريقًا إلى إقامة دائمة. منح القانون الكوبيين معاملة تفضيلية، «ثغرة دينية شارك في رعايتها السناتور إدوارد كينيدي للإسراع بالدخول إلى الولايات المتحدة من أجل إعطاء الحرية للكوبيين». وقد منحت الكوبيين [للإقامة الدائمة] في الولايات المتحدة.
مُنح الكوبيون معاملة تفضيلية في الولايات المتحدة لأربعة أسباب رئيسية: سياسات الحرب الباردة، وتخفيف الأعباء الإدارية عن المهاجرين، والمخاوف الإنسانية، والتأثير المحتمل للمهنيين الكوبيين على اقتصاد الولايات المتحدة. كانت حكومة الولايات المتحدة قلقة من أن كوبا ستستخدم كنموذج للثورة اليسارية، كما كان قلقًا من أن يستغل الاتحاد السوفييتي الموقع الاستراتيجي لكوبا. من خلال تسهيل الهجرة الجماعية من كوبا، خلق قانون التكيف الكوبي فعليًا «هجرة العقول» لرأس المال البشري الذي زعزع استقرار نظام كاسترو، وقوض شرعية الحكومة القمعية، وعزز المشاعر العامة المعادية للشيوعية التي من شأنها أن تحشد الدعم لبرامج الإنفاق الهائلة للحرب الباردة، كما خفف هذا القانون من الأعباء الإدارية على المهاجرين.
بموجب القانون السابق، كان على اللاجئ الكوبي مغادرة البلاد، والحصول على تأشيرة دخول من مكتب قنصلي أمريكي في الخارج، والعودة إلى البلاد، ما خلق وسيلة أسهل للمهاجرين الكوبيين الأمريكيين لتأمين إقامتهم. حيث التزمت الولايات المتحدة بتسهيل خروج المنشقين من الاضطهاد السياسي في حالة ما بعد الثورة في كاسترو، وكان هناك المزيد من المخاوف العملية أيضًا. كان العديد من اللاجئين الأوائل من المهنيين ذوي المهارات العالية في النخبة الاقتصادية في كوبا، وبالتالي يمكنهم المساهمة في الإنتاج الأمريكي. يشير تقرير مجلس الشيوخ في التاريخ التشريعي للقانون، إلى «مواهب ومهارات العديد من اللاجئين، لا سيما في المجال المهني»... ستُستخدم في المصلحة الوطنية.

### إنشاء برنامج الهجرة
من جانبها، كانت الحكومة الكوبية متقبلة لإنشاء برنامج آمن ومنظم، حيث انعكس مشهد آلاف المواطنين الذين يخاطرون بحياتهم لمغادرة البلاد بشكل سيئ على إدارة كاسترو، وانخرط البلدان في مفاوضات متبادلة بشكل غير عادي على الرغم من معارضة كوبا- المشاعر الأمريكية والمعارضة الأيديولوجية الأمريكية للشيوعية. أسفرت المفاوضات عن إنشاء برنامج رحلات طيران الحرية. حدثت أول رحلة بحرية في 1 ديسمبر1965.

## نزوح

### دوافع المغتربين
كان الكثير من الكوبيين حريصين على مغادرة البلاد سعياً وراء الحرية. اعتبر النقاد كاسترو زعيمًا كلاسيكيًا في أمريكا اللاتينية، وهو حاكم عامل البلاد مثل ممتلكاته الشخصية، وقمعت الحكومة الدين وصادرت الممتلكات الخاصة، وساد مناخ من الخوف على جميع جوانب الحياة. سيلفيو الكوبي، قال: "الكل يعيش في خوف طوال الوقت"، كوبي أمريكي، أوكتافيو، يلاحظ: "كوبا نفسها كانت سجناً". وعدت الولايات المتحدة بمناخ مختلف. تروي ماريا رودريغيز القصة العاطفية عندما رأيت البلد لأول مرة: "بكيت بهدوء أثناء تقبيل العلم [الأمريكي] وألقيت صلاة.... لأول مرة في حياتي، شعرت بالحرية.
في أثناء تأميم الشركات الصغيرة في الهجوم الثوري، قرر بعض التجار الصغار مغادرة كوبا في الجسر الجوي.

### الاضطهاد في كوبا
على الرغم من أن حكومة كاسترو سمحت في البداية للمواطنين بالمغادرة، إلا أنها في النهاية ستثني عن الهجرة من خلال مضايقة وإهانة الكوبيين الذين سجلوا في البرنامج. اكتسب البرنامج شعبية بسرعة؛ بحلول مارس 1968، كان هناك أكثر من مليون شخص على قائمة الانتظار. طُرد أولئك المدرجون في قائمة الانتظار من وظائفهم، واعتبروا «أعداء الدولة»، وأثارهم أعضاء لجان الدفاع عن الثورة  واحتُجزوا في معسكرات بعيدة عن منازلهم وعائلاتهم، وتمت مصادرة ممتلكاتهم وأشار كاسترو أيضًا إلى أولئك الذين غادروا باسم (الديدان) وأصر للشعب الكوبي أن كوبا كانت أفضل حالًا بدونهم لأنهم {البرجوازية} التي استفادت منها في النظام السابق، ولم تكن هذه الأفعال سوى الحد الأدنى. على الرغم من وجود مليون شخص على قائمة الانتظار في مارس 1968، إلا أن استطلاعًا أجرته صحيفة شيكاغو تريبيون في أبريل 1966 وجدت أن ما يقرب من مليوني كوبي يريدون المغادرة.